# Морган (окръг, Западна Вирджиния)
Вижте пояснителната страница за други значения на Морган.
Окръг Морган (на английски: Morgan County) е окръг в щата Западна Вирджиния, Съединени американски щати. Площта му е 596 km², а населението – 17 471 души (2012). Административен център е град Бат.